# Janet Montgomery
Janet Ruth Montgomery (Bournemouth, Dorset, Inglaterra; 29 de octubre de 1985) es una actriz británica. Es conocida por su papel de Ames en la segunda temporada de Human Target, y por sus apariciones en Colinas sangrientas y Wrong Turn 3: Left for Dead, como también por su papel de la asistente de Eric Murphy, Jennie en Entourage. Encarnó el papel de la protagonista, Martina Garretti, en Made in Jersey. Desde 2014 hasta 2017, hizo el papel protagonístico de Mary Sibley, en Salem. Es también conocida por su papel de Sarah Elliot, la madre de Gardner Elliot, en la película de 2017, The Space Between Us. Uno de sus papeles más recientes es el de Lauren Bloom en New Amsterdam, el cual encarno desde 2018 hasta 2023.

## Carrera
A pesar de su entrenamiento como bailarina, Montgomery decidió emprender una carrera como actriz. Consiguió despegar en la industria tras participar en una obra con el también actor Gethin Anthony.
En 2008, Montgomery fue elegida para encarnar el papel de la novia de Tony Stonem en un episodio de Skins. También apareció en la película de televisión, Dis/Connected y el cortometraje Flushed.
Al siguiente año apareció en dos películas de terror, Colinas sangrientas y Wrong Turn 3: Left for Dead e hizo el papel de Fallyn Werner, una asesina adolescente, en Accused at 17.
En 2010, Montgomery hizo de Ruth en The Rapture, Giselle en Dead Cert y realizó un papel secundario como Madeline en Black Swan.
Ese mismo año hizo del interés romántico de Paul Rudd en Our Idiot Brother. Su audición para el papel llegó a manos de agentes en Nueva York y decidieron contratarla para aparecer en Entourage. Mientras trabajaba en la película, Montgomery fue invitada para aparecer en The League, donde hizo de Ambrosia en el primer episodio de la segunda temporada.
En diciembre de 2011, Montgomery hizo el papel de la princesa Mithian en el capítulo 11 de la temporada 4 de Merlín.
En 2012, Montgomery tuvo el papel principal en Made in Jersey. La serie fue cancelada tras dos episodios.
Montgomery atrajo la atención de Stephen Poliakoff tras ver su audición para el papel de Sarah en Dancing on the Edge.
En diciembre de 2014, The Hollywood Reporter anunció que haría de prostituta en Amateur Night junto a Jason Biggs.
En octubre de 2016, Montgomery comenzó a aparecer en This Is Us.
En febrero de 2018, fue anunciado que Montgomery se convertiría en miembro del reparto de New Amsterdam, como la Dr. Lauren Bloom.

## Vida personal
Montgomery nació en Bournemouth, Inglaterra. Su tío era el bajista Mike "Monty" Montgomery de Zoot Money's Big Roll Band. Tiene un hermano menor, Jason, quien es actor. Mantiene una relación con Joe Fox desde finales de 2017. Fue anunciado en noviembre de 2018 que la pareja estaba esperando su primer hijo, una niña llamada Juno Fox, quien nació en marzo de 2019.

## Filmografía

### Películas
| Año  | Título                      | Papel                    | Notas     |
| ---- | --------------------------- | ------------------------ | --------- |
| 2008 | Dis/Connected               | Lucy                     | Telefilme |
| 2009 | The Hills Run Red           | Serina                   | Video     |
| 2009 | Wrong Turn 3: Left for Dead | Alex                     | Video     |
| 2009 | Accused at 17               | Fallyn Werner            |           |
| 2010 | Dead Cert                   | Giselle                  |           |
| 2010 | Black Swan                  | Madeline / Pequeño cisne |           |
| 2011 | Our Idiot Brother           | Lady Arabella            |           |
| 2013 | The Republic of Two         | Caroline                 |           |
| 2013 | Gothica                     | Grace Van Helsing        | Telefilme |
| 2014 | 10 Things I Hate About Life | -                        |           |
| 2015 | Salem: Witch War Special    | Mary Sibley              | Telefilme |
| 2016 | Happily Ever After          | Heather                  |           |
| 2016 | Amateur Night               | Nikki                    |           |
| 2016 | Thunderball                 | Domino (voz)             | Video     |
| 2017 | The Space Between Us        | Sarah Elliot             |           |
| 2017 | Romans                      | Emma                     |           |
| 2018 | In a Relationship           | Lindsay                  |           |
| 2019 | Nighthawks                  | Marguerite               |           |
| 2020 | Think Like a Dog            | Bridget                  |           |

### Cortometrajes
| Año  | Título                              | Papel            | Notas |
| ---- | ----------------------------------- | ---------------- | ----- |
| 2008 | Flushed                             | Queen Bitch      |       |
| 2011 | Everything Carries Me to You        | Shane            |       |
| 2012 | Scooby-Doo! Spooky Games            | Diane (voz)      | Video |
| 2014 | Marilyn Manson: Cupid Carries a Gun | Janet Montgomery | Video |

### Series
| Año       | Título              | Papel              | Notas                            |
| --------- | ------------------- | ------------------ | -------------------------------- |
| 1997      | Short Change        | -                  | 1 episodio                       |
| 2008      | Skins               | Beth               | 1 episodio, "Tony"               |
| 2010      | The League          | Ambrosia           | 1 episodio, "Vegas Draft"        |
| 2011      | Human Target        | Ames               | 11 episodios                     |
| 2011      | Entourage           | Jennie             | 10 episodios                     |
| 2012      | Merlin              | Princesa Mithian   | 2 episodios                      |
| 2012      | Made in Jersey      | Martina Garretti   | 8 episodios                      |
| 2013      | Spies of Warsaw     | Anna Skarbek       | Miniserie, 4 episodios           |
| 2013      | Dancing on the Edge | Sarah              | Miniserie, 5 episodios           |
| 2013      | Downton Abbey       | Freda Dudley Ward  | 1 episodio, "The London Season"  |
| 2014      | Black Mirror        | Beth               | 1 episodio, "White Christmas"    |
| 2017      | Salem               | Mary Sibley        | 36 episodios                     |
| 2017      | This Is Us          | Olivia Maine       | 5 episodios                      |
| 2018      | The Romanoffs       | Michelle Westbrook | 1 episodio, "The Royal We"       |
| 2018—2023 | New Amsterdam       | Dra. Lauren Bloom  | Papel Principal, serie de TV NBC |